# Federico Castillo Yanes
Federico Castillo Yanes (12 de marzo de 1917-13 de abril de 2013) fue un militar salvadoreño que se desempeñó como Ministro de Defensa Nacional de El Salvador desde el 1 de julio de 1977 hasta su renuncia el 15 de octubre de 1979.

## Biografía
Federico Castillo Yanes nació en El Salvador y llegó a ser oficial del Ejército.
Fue designado Ministro de la Defensa Nacional por el presidente Carlos Humberto Romero el 1 de julio de 1977. Renunció y partió al exilio el 15 de octubre de 1979 tras el derrocamiento del presidente Romero.
Castillo Yanes falleció en San Salvador, El Salvador, el 13 de abril de 2013.